# Azem Galica
Azem Bejta, ismertebb nevén Azem Galica (Galica, 1889. december – Junik, 1924. július 15.) albán népi felkelő volt Koszovóban, működési ideje 1912 és 1924 közé esik.

## Élete
Azem Bejta néven született a Skënderaj melletti Galica faluban, a Drenica-völgyben. A mai Koszovó közepén található völgy viszonylag távol esett a nagyobb városoktól és a tradicionális albán klántársadalom dominálta. Amikor az 1912–1913. évi első Balkán-háború során Szerbia elfoglalta a mai Koszovó területét, Bejta a szerbek ellen harcoló albán ellenállás egyik vezetőjévé vált Azem Galica néven. Céljuk az 1912-ben függetlenné vált Albániához való csatlakozás volt.
A rövidesen kitörő első világháború alatt Koszovó a központi hatalmak megszállása alá került, akikkel az albán ellenállás képes volt megegyezni. Az antant győzelmével azonban Koszovó újra Szerbia, illetve a szerbek vezette Szerb–Horvát–Szlovén Királyság részévé vált. Galica az elszigetelt Drenica-völgyben folytatta a fegyveres ellenállást, 1921–1923-ban Junik környékén egy időre három falut is sikerült uralma alá vonnia, létrehozva „Kis-Albániát”. A harcban felesége, Shota Galica is tevékeny szerepet vállalt.
Azem Galica 1924-ben vesztette életét a jugoszláv csapatokkal folytatott harcokban. Saját kérésére ismeretlen helyen temették el, hogy a szerb hatóságok ne találják meg sírját.

## Jelentősége
A koszovói háború albán felkelői példaképként tekintettek Azem Galicára. A Koszovói Felszabadítási Hadsereg szintén nagyon erős pozíciókkal rendelkezett a Drenica-völgyben: itt tevékenykedett Adem Jashari, a szervezet alapítója, valamint a későbbi miniszterelnök, majd köztársasági elnök Hashim Thaçi is.